# 派普斯通鎮區 (密歇根州)
派普斯通鎮區（英語：Pinestone Township）是位於美國密歇根州貝林縣的一個行政鎮區。

## 地方資料
派普斯通鎮區的面積為93.00平方千米，當中陸地面積為92.00平方千米，而水域面積為1.00平方千米。根據2020年美國人口普查的數據，當地共有人口2177人，而人口密度為每平方千米23.41人。